# Arasia mollicoma
Espèce
Synonymes
- Astia mollicoma L. Koch, 1880

Arasia mollicoma est une espèce d'araignées aranéomorphes de la famille des Salticidae.

## Distribution
Cette espèce est endémique du Queensland en Australie.

## Publication originale
- L. Koch, 1880 : Die Arachniden Australiens. Nürnberg, vol. 1, p. 1157-1212 (texte intégral).